# Adriana Bottina
Luz Adriana Botina Alfaro (Palmira, Valle del Cauca, 16 de julio de 1977) es una actriz y cantante colombiana de ascendencia italiana más conocida como Adriana Bottina.

## Trayectoria
Estudió en la I.E. San Vicente de Palmira, establecimiento que, si bien apoya el desarrollo cultural en la comunidad estudiantil, proyecta su horizonte institucional hacia el rendimiento académico de alta calidad en sus estudiantes, debido a esto terminó sus estudios en otra entidad educativa, estudió canto en la Casa de la Cultura de Palmira y después ingresó a la Universidad del Valle para estudiar música. Participó en la gira de RBD como apertura de sus conciertos, promocionando su disco homónimo. Pero su catapulta al estrellato fue en la telenovela Nadie es eterno en el mundo.
En 2008 tiene una conversión, convirtiéndose en cristiana. Lanzó su primer disco cristiano el 24 de mayo de 2012 con una presentación en su iglesia, aunque ya había hecho presentaciones de promoción en el Tunjuelito Góspel (12 de mayo) y con entrevistas en radio, televisión, prensa escrita,y lo presentó en iglesias antes de lanzarlo al mercado.
Su nueva producción musical se lanzó al mercado el 12 de mayo del 2016 llamada "Enamórame Como Antes" del cual se han lanzado a la fecha 2 sencillos que han llegado al #1 en los listados de música latina en Colombia.

## Filmografía

### Televisión
| Año       | Título                      | Personaje                        | Canal              |
| --------- | --------------------------- | -------------------------------- | ------------------ |
| 2019      | Los Briceño                 | Actuación especial               | Netflix            |
| 2012-2013 | Rafael Orozco, el ídolo     | Adriana                          | Caracol Televisión |
| 2009-2010 | Gabriela: giros del destino | Adriana Villanueva               | Caracol Televisión |
| 2007-2008 | Pocholo                     | Wendy Jiménez                    | Caracol Televisión |
| 2007-2008 | Nadie es eterno en el mundo | Wendy Jiménez                    | Caracol Televisión |
| 2006-2008 | La hija del mariachi        | Rosario del Pilar Guerrero (Voz) | RCN Televisión     |
| 2006      | Por amor                    | Jimena                           | RCN Televisión     |
| 2002-2003 | María Madrugada             | Consuelo                         | Caracol Televisión |
| 2000-2001 | Traga maluca                | Estrellita                       | Caracol Televisión |
| 1998      | El amor es más fuerte       |                                  |                    |

## Reality
| Año  | Título                  | Rol                 | Canal              |
| ---- | ----------------------- | ------------------- | ------------------ |
| 2015 | Tu cara me suena        | Participante        | Caracol Televisión |
| 2013 | La pista                | Líder Grupo Impacto | Caracol Televisión |
| 2003 | Protagonistas de Novela | Profesora de canto  | RCN Televisión     |
| 1997 | Odisea                  | Presentadora        |                    |

## Cine
| Año  | Título                       | Personaje | Nota |
| ---- | ---------------------------- | --------- | ---- |
| 2019 | Embarazada por obra y gracia |           |      |

## Teatro y musicales
| Año        | Obra                                  | Personaje            | Notas                  |
| ---------- | ------------------------------------- | -------------------- | ---------------------- |
| 2014       | La Vuelta Al Mundo En 80 Días         | Sophie La Fournier   |                        |
| 2013-14    | Dorothy y el anillo de la imaginación | Dorothy              | Chamorro Entertainment |
| 2013       | Mentiras                              | Dulce                | Teatro Nacional        |
| 2020 -2022 | Chavela por siempre Vargas            | Chavela Vargas Joven | Teatros del país       |

## Premios
| Año | Premio                 | Categoría                 | Producción                  | Resultado |
| --- | ---------------------- | ------------------------- | --------------------------- | --------- |
|     | Premios India Catalina | Mejor Actriz Protagónica  | Nadie es eterno en el mundo | Ganador   |
|     | Premios nuestra tierra | Mejor Canción Góspel      | Amarte Bien                 | Ganador   |
|     | Premios nuestra tierra | Mejor Artista Cristiano   | Mejor Artista Cristiano     | Ganador   |
|     | D'Repente Films        | Mejor Videoclip Cristiano | Amarte Bien                 | Ganador   |

## Discografía
- 2017 "Enamórame Como Antes" Bachata/Salsa
- 2014: La vuelta al mundo en 80 días (disco teatro musical)
- 2013: Dorothy y el anillo de la imaginación (disco teatro musical)
- 2012: Mi Diseñador
- 2008: Sígueme los pasos
- 2007: Nadie es Eterno en el Mundo (disco telenovela)
- 2006: La hija del mariachi (disco telenovela)
- 2006: Por Amor (disco telenovela)
- 2006: Adriana Bottina
- 2001: María Madrugada (disco telenovela)
- 1999: Insolente
- 1998: Salta
- 1997 Al Rescate